# Stazione di Palau
Stazione di Palau vasútállomás Olaszországban, Szardínia régióban, Palau településen.

## Vasútvonalak
Az állomást az alábbi vasútvonalak érintik:
- Sassari-Tempio-Palau-vasútvonal

## Kapcsolódó állomások
A vasútállomáshoz az alábbi állomások vannak a legközelebb: 
- Surrau railway station
- Palau Marina train station